# Пуэрто-Айора
Пуэрто-Айора (исп. Puerto Ayora) — город, расположенный на южном побережье острова Санта-Крус, входящего в состав Галапагосских островов (Эквадор). Пуэрто-Айора является центром кантона Санта-Крус — одного из трёх кантонов провинции Галапагос. Согласно переписи 2022 года, население города Пуэрто-Айора составляло 12 696 человек — он является самым крупным населённым пунктом Галапагосских островов.
Город получил своё название в честь Исидро Айоры (1879—1978) — президента Эквадора в 1926—1930 годах.

## История и современность
Первыми вынужденными поселенцами на месте нынешнего города Пуэрто-Айора были моряки, потерпевшие крушение в 1905 году. Они прожили там около трёх месяцев, употребляя в пищу мякоть кактусов и кровь морских львов. Поселение Пуэрто-Айора было основано в 1926 году группой норвежцев, которые в 1920-х годах прибыли на Галапагосские острова для освоения новых земель, надеясь найти там золото и алмазы. Их старания не увенчались успехом, и через несколько лет правительство Эквадора конфисковало их судно и всё остальное имущество на основании того, что они не выполнили данные ранее обещания по строительству дорог, школ и портовых сооружений. В результате к 1929 году в посёлке осталось только три норвежца.
В городе Пуэрто-Айора находится морской порт. Являясь самым крупным населённым пунктом Галапагосских островов, Пуэрто-Айора также является основным туристским центром архипелага. В 1964 году на северо-восточной окраине города Пуэрто-Айора была основана Научно-исследовательская станция Чарльза Дарвина.

## Население
Согласно переписи 2022 года, население города Пуэрто-Айора составляло 12 696 человека.

## География
Город Пуэрто-Айора расположен на юге острова Санта-Крус, у залива Академии (англ. Academy Bay). Ближайший аэропорт — Сеймур (ИАТА: GPS, ИКАО: SEGS) — находится на острове Бальтра у северного побережья острова Санта-Крус (около 50 км по автомобильному шоссе от Пуэрто-Айоры).

## Климат
| Показатель                    | Янв. | Фев. | Март | Апр. | Май  | Июнь | Июль | Авг. | Сен. | Окт. | Нояб. | Дек. | Год  |
| ----------------------------- | ---- | ---- | ---- | ---- | ---- | ---- | ---- | ---- | ---- | ---- | ----- | ---- | ---- |
| Средний суточный максимум, °C | 30,6 | 30,6 | 30,6 | 30,6 | 30,6 | 29,4 | 26,7 | 28,9 | 27,2 | 28,9 | 29,4  | 30,0 | 29,4 |
| Средняя температура, °C       | 25,6 | 26,1 | 26,1 | 26,1 | 25,6 | 24,4 | 22,8 | 23,9 | 23,3 | 23,9 | 24,4  | 25,0 | 24,8 |
| Средний суточный минимум, °C  | 21,1 | 21,7 | 21,1 | 21,1 | 20,6 | 19,4 | 18,9 | 18,3 | 18,9 | 18,9 | 19,4  | 20,6 | 20,0 |
| Норма осадков, мм             | 82   | 104  | 99   | 61   | 120  | 53   | 21   | 13   | 20   | 27   | 35    | 22   | 657  |
| Источник: www.weatherbase.com |      |      |      |      |      |      |      |      |      |      |       |      |      |

## Фотогалерея
|  |  |  |  |